# Datousaurus bashanensis
Datousaurus bashanensis, (zhn."lagarto de cabeza grande") es la única especie del género extinto Datousaurus de dinosaurio saurópodo que vivió a mediados del período Jurásico, hace  aproximadamente 168 a 162 millones de años entre el Bathoniense y el Calloviense, en lo que es hoy Asia. Fue descubierto en la región más baja de la Formación Shaximiao en Dashanpu, provincia de Zigong Sichuan, China, por Dong Z. y Tang, Z en 1984. Hasta la fecha, solo se han descubierto dos esqueletos parciales. Ninguno de los dos tenía un cráneo articulado, aunque se descubrió un cráneo que se atribuyó al género.  Compartió el paisaje con otros saurópodos como Shunosaurus, Omeisaurus y Protognathosaurus, el ornitópodo Xiaosaurus y el estegosáurido Huayangosaurus así como el terópodo carnívoro Gasosaurus.
Media cerca de 15 metros largo. Tenía un cráneo grande y profundo para un sauropódo. La rareza de sus fósiles sugiere que no vivía en manada como otros sauropodos, que se preservan a menudo en números grandes en un solo depósito. Datousaurus y Shunosaurus eran animales relacionados con características similares. Sin embargo, los huesos alargados de Datousaurus le dieron un tamaño más grande, sus dientes eran en forma de cuchara por lo cual se cree que era herbívoro. Ésta puede ser una muestra que se alimentaron en diversas plantas en diversas alturas en los árboles. Esta estrategia pudo haber reducido la competición entre los dos géneros. Un patrón similar de la diferencia de la altura se asoció posiblemente a comportamientos de alimentación se encuentra en los diplodócidos.